# Virginia Mayo
Virginia Mayo, pseudonimo di Virginia Clara Jones (Saint Louis, 30 novembre 1920 – Los Angeles, 17 gennaio 2005), è stata un'attrice e ballerina statunitense.

## Biografia

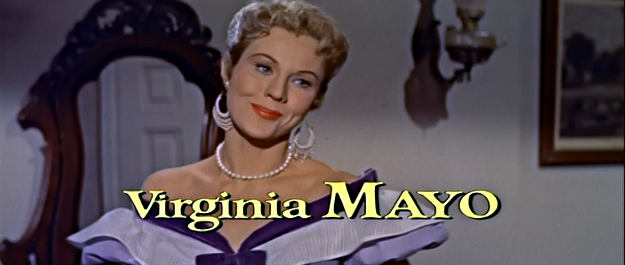
L'attrice nel trailer di La grande sfida (1956)

Nata a Saint Louis (Missouri), iniziò in giovanissima età a prendere lezioni di danza, entrando a far parte del coro dell'Opera Municipale di Saint Louis. Scoperta da Andy Mayo, un artista del vaudeville, fu ingaggiata per partecipare a un numero comico-musicale come spalla di Mayo e del fratello, che apparivano in scena con un costume da cavallo. La giovane Virginia Clara Jones assunse come cognome d'arte quello del suo scopritore e trascorse alcuni anni nel vaudeville, fino ad approdare a Broadway nel 1941, nello spettacolo Banjo Eyes, accanto al comico Eddie Cantor.
Nel 1943 firmò un contratto con il produttore Samuel Goldwyn e, dopo alcuni piccoli ruoli non accreditati, fu protagonista della commedia Il pirata e la principessa (1944), in cui ebbe come partner Bob Hope. Il successo di Virginia Mayo fu immediato, complice la bellezza (carnagione chiara, capelli biondi e occhi verdi), che ne fece una delle pin-up preferite dai soldati americani, e il talento nella commedia. Nei successivi film L'uomo meraviglia (1945) e Preferisco la vacca (1946), fu affiancata dal comico Danny Kaye: la coppia si rivelò affiatata, tanto da tornare protagonista di altre due successive pellicole, Sogni proibiti (1947) e Venere e il professore (1948), di Howard Hawks.
Nel 1946 fu scritturata per I migliori anni della nostra vita di William Wyler, in cui affrontò il suo primo ruolo drammatico, quello di Marie Derry, moglie frivola di un reduce di guerra (Dana Andrews), il cui ritorno alla vita civile coincide con una progressiva crisi di coppia. Confermò le proprie doti drammatiche recitando sotto la direzione del regista Raoul Walsh nel western Gli amanti della città sepolta (1949) e nel noir La furia umana (1949), dove ebbe come coprotagonista James Cagney.
Nella prima metà degli anni cinquanta lavorò ancora regolarmente nel cinema, accanto ai maggiori divi dell'epoca, soprattutto in pellicole western quali Sabbie rosse (1951) di Raoul Walsh, accanto a Kirk Douglas, e di genere avventuroso. Tra queste sono da ricordare La leggenda dell'arciere di fuoco (1950), con Burt Lancaster, e Le avventure del capitano Hornblower, il temerario (1951), accanto a Gregory Peck. L'attrice continuò a distinguersi per la sua bellezza, particolarmente valorizzata dal Technicolor nelle avventure in costume, senza però più trovare occasioni di impegno drammatico all'altezza dei precedenti ruoli un po' torbidi in cui diede il meglio di sé. Interpretò anche alcuni musical, come Il collegio si diverte (1952), accanto a Ronald Reagan, ma venne sempre doppiata nelle parti cantate.
Dagli anni sessanta apparve solo sporadicamente sul grande schermo, dedicandosi principalmente a commedie teatrali quali Tunnel of Love, George Washington Slept Here, Cactus Flower e il musical Good News.

### Vita privata
Sposata dal 1947 col collega Michael O'Shea, ebbe da lui una figlia, Mary Catherine (nata nel 1953). Il matrimonio durò fino alla morte di lui, avvenuta nel 1973. La Mayo morì all'età di 84 anni a causa di un infarto.

## Filmografia

### Cinema
- Galls and Gallons, regia di Milton Schwarzwald (1939)
- Follies Girl, regia di William Rowland (1943) (non accreditata)
- Jack London, regia di Alfred Santell (1943)
- Così vinsi la guerra (Up in Arms), regia di Elliott Nugent (1944) (non accreditata)
- Seven Days Ashore, regia di John H. Auer (1944)
- Il pirata e la principessa (The Princess and the Pirate), regia di David Butler (1944)
- L'uomo meraviglia (Wonder Man), regia di H. Bruce Humberstone (1945)
- Preferisco la vacca (The Kid from Brooklyn), regia di Norman Z. McLeod (1946)
- I migliori anni della nostra vita (The Best Years of Our Lives), regia di William Wyler (1946)
- Fulmini a ciel sereno (Out of the Blue), regia di Leigh Jason (1947)
- Sogni proibiti (The Secret Life of Walter Mitty), regia di Norman Z. McLeod (1947)
- Allarme polizia! (Smart Girls Don't Talk), regia di Richard L. Bare (1948)
- Venere e il professore (A Song Is Born), regia di Howard Hawks (1948)
- L'amante del gangster (Flaxy Martin), regia di Richard L. Bare (1949)
- Gli amanti della città sepolta (Colorado Territory), regia di Raoul Walsh (1949)
- La foglia di Eva (The Girl from Jones Beach), regia di Peter Godfrey (1949)
- La furia umana (White Heat), regia di Raoul Walsh (1949)
- Luce rossa (Red Light), regia di Roy Del Ruth (1949)
- Always Leave Them Laughing, regia di Roy Del Ruth (1949)
- Fuoco alle spalle (Backfire), regia di Vincent Sherman (1950)
- La leggenda dell'arciere di fuoco (The Flame and the Arrow), regia di Jacques Tourneur (1950)
- The West Point Story, regia di Roy Del Ruth (1950)
- Le avventure del capitano Hornblower (Captain Horatio Hornblower R.N.), regia di Raoul Walsh (1951)
- Sabbie rosse (Along the Great Divide), regia di Raoul Walsh (1951)
- Femmine bionde (Painting the Clouds with Sunshine), regia di David Butler (1951)
- Il collegio si diverte (She's Working Her Way Through College), regia di Bruce H. Humberstone (1952)
- L'amante di ferro (The Iron Mistress), regia di Gordon Douglas (1952)
- Virginia, dieci in amore (She's Back on Broadway), regia di Gordon Douglas (1953)
- Il sergente Bum! (South Sea Woman), regia di Arthur Lubin (1953)
- L'inferno di Yuma (Devil's Canyon), regia di Alfred L. Werker (1953)
- Riccardo Cuor di Leone (King Richard and the Crusaders), regia di David Butler (1954)
- Il calice d'argento (The Silver Chalice), regia di Victor Saville (1954)
- Le perle nere del Pacifico (Pearl of the South Pacific), regia di Allan Dwan (1955)
- L'alba del gran giorno (Great Day in the Morning), regia di Jacques Tourneur (1956)
- La grande sfida (The Proud Ones), regia di Robert T. Webb (1956)
- Congo (Congo Crossing), regia di Joseph Pevney (1956)
- Orizzonti lontani (The Big Land), regia di Gordon Douglas (1957)
- L'inferno ci accusa (The Story of Mankind), regia di Irwin Allen (1957)
- I pionieri del West (The Tall Stranger), regia di Thomas Carr (1957)
- L'urlo dei comanches (Fort Dobbs), regia di Gordon Douglas (1958)
- L'oro della California (Westbound), regia di Budd Boetticher (1959)
- Il ritorno dell'assassino (Jet Over the Atlantic), regia di Byron Haskin (1959)
- La rivolta dei mercenari, regia di Piero Costa (1961)
- I lupi del Texas (Young Fury), regia di Christian Nyby (1965)
- Il castello del male (Castle of Evil), regia di Francis D. Lyon (1966)
- I disertori di Fort Utah (Fort Utah), regia di Lesley Selander (1967)
- Fugitive Lovers, regia di John Carr (1975)
- Won Ton Ton, il cane che salvò Hollywood (Won Ton Ton: The Dog Who Saved Hollywood), regia di Michael Winner (1976)
- Haunted, regia di Michael A. DeGaetano (1977)
- French Quarter, regia di Dennis Kane (1978)
- Evil Spirits, regia di Gary Graver (1990)
- Midnight Witness, regia di Peter Foldy (1993)
- The Man Next Door, regia di Rod C. Spence (1997)

### Televisione
- Conflict – serie TV, episodio 1x19 (1957)
- Carovane verso il West (Wagon Train) – serie TV, episodio 2x11 (1958)
- Letter to Loretta – serie TV, episodio 6x13 (1958)
- Lux Playhouse – serie TV, episodio 1x09 (1959)
- La legge di Burke (Burke's Law) – serie TV, episodio 2x22 (1965)
- Daktari – serie TV, episodio 2x16 (1967)
- The Outsider – serie TV, episodio 1x18 (1969)
- Mistero in galleria (Night Gallery) – serie TV, episodio 2x08 (1971)
- Sulle strade della California (Police Story) – serie TV, episodio 3x06 (1975)
- Lanigan's Rabbi – serie TV, episodio 1x02 (1977)
- Santa Barbara – soap opera, 12 puntate (1984)
- La signora in giallo (Murder, She Wrote) – serie TV, episodio 1x03 (1984)
- Mai dire sì (Remington Steele) – serie TV, episodio 3x09 (1984)
- Love Boat (The Love Boat) – serie TV, episodio 9x16 (1986)

## Doppiatrici italiane
- Dhia Cristiani in La leggenda dell'arciere di fuoco, L'amante di ferro, Il sergente Bum, Virginia, dieci in amore, Sabbie rosse, Riccardo Cuor di Leone, Orizzonti lontani, La grande sfida, La foglia di Eva, Femmine bionde, Il collegio si diverte, Gli amanti della città sepolta, Le avventure del capitano Hornblower, Il calice d'argento, L'oro della California
- Rosetta Calavetta in L'alba del gran giorno, Congo, L'uomo meraviglia, Venere e il professore, La rivolta dei mercenari, I lupi del Texas, I migliori anni della nostra vita
- Paola Veneroni in Jack London
- Lydia Simoneschi in Sogni proibiti
- Rina Morelli in La furia umana
- Renata Marini in Luce rossa
- Vittoria Febbi in L'urlo dei Comanches
- Rita Savagnone in I migliori anni della nostra vita (ridoppiaggio 1973)
- Melina Martello in Il pirata e la principessa (ridoppiaggio 1982)
- Aurora Cancian in La signora in giallo
- Mirella Pace in Santa Barbara
- Laura Boccanera in Il calice d'argento (ridoppiaggio)

Fonte parziale: Il mondo dei doppiatori